# Joseph Huts
Joseph Huts (né le 16 janvier 1913 à Montignies-sur-Sambre dans la ville de Charleroi et mort le 24 octobre 1995 à Alsemberg dans la commune de Beersel) est un coureur cycliste belge. Professionnel de 1935 à 1939, il obtient huit victoires au cours de sa carrière. Lors du Tour d'Espagne 1936, il remporte la première étape et s'empare du premier maillot orange de leader.

## Palmarès
- 1933
  -  Champion de Belgique militaires sur route
- 1934
  - 2e du championnat de Belgique de vitesse
- 1935
  - 1re et 5e étapes du Tour de Catalogne
  - 2e du Tour du Limbourg
  - 3e du Tour de Catalogne
  - 3e du Tour d'Hesbaye
- 1936
  - 1re étape du Tour d'Espagne
  - 2e et 3e étapes du Tour de Catalogne
  - 2e de Bruxelles-Hozémont
  - 7e de Liège-Bastogne-Liège
  - 10e de Paris-Bruxelles
- 1937
  - 2e du Tour du Limbourg
  - 3e du Grand Prix de l'Escaut
- 1938
  - Anvers-Gand-Anvers
  - Tour du Limbourg

## Résultats sur les grands tours

### Tour d'Espagne
1 participation
- 1936 : abandon (4e étape), vainqueur de la 1re étape,  maillot orange pendant 1 jour

### Tour d'Italie
1 participation
- 1937 : abandon (6e étape)